# Berenice Abbottová
Berenice Abbottová (anglicky Berenice Abbott, 17. července 1898, Springfield, Ohio, USA – 9. prosince 1991, Monson, Maine) byla americká fotografka, která se proslavila černobílou fotografií newyorské architektury 30. let 20. století. Jméno Berenice převzala při svém pobytu ve Francii ve 20. letech 20. století.

## Mládí
Narodila se ve Springfieldu v Ohiu, kde vyrůstala se svou matkou. V jedné ze svých autobiografických skečí se zmiňuje o svém nepříliš šťastném dětství se svou rozvedenou matkou, odloučená od svých pěti sourozenců.
V roce 1918 opustila Ohio spolu se svými přáteli Susan Jenkinsovou a Jamesem Lighem se přestěhovala se do New Yorku, kde si společně pronajali pokoj v bohémské čtvrti Greenwich Village. Nejprve projevila zájem o novinařinu, ale brzy se její zájem obrátil k divadlu.
V roce 1919 skoro zemřela, když New York zasáhla pandemie španělské chřipky. Po uzdravení se rozhodla pro studium žurnalistiky na Columbijské Univerzitě, avšak rozčarována výukou, opustila od plánu stát se novinářkou a dala se na studium sochařství.

## Evropa
Odjela do Evropy v roce 1921 a strávila v Paříži a Berlíně dva roky studiem sochařství. Během tohoto období si také změnila jméno na Berenice. Také publikovala několik básní v literárním časopise.
V roce 1923 v Paříži potkala Američana Mana Raye, který se zabýval portrétní fotografií a sháněl ochotnou asistentku. Od něho se rychle učila stylizaci a abstraktní kompozici. Man Ray ji posléze nabídl, že místo zvýšení mzdy může používat jeho studio. Jeho nabídku přijala a brzy se díky svým fotografiím stává slavnou. V roce 1926 už měla svoji první samostatnou výstavu v galerii Au Sacre du Printemps a založila své vlastní studio.
Portrétovala osobnosti z uměleckého a literárního světa, jako vlastence Jeana Cocteau, Jamese Joyce a další. Také pracovala pro francouzský Vogue magazín.
V roce 1925 jí Man Ray přivedl k fotografiím Eugèna Atgeta a ona se stala jeho velkou obdivovatelkou. V roce 1927 se jí podařilo Atgeta přemluvit, zda by jej mohla portrétovat. Když mu pak šla zhotovené portréty ukázat, zjistila, že zemřel. Rozhodla se zakoupit sbírku jeho 1400 negativů a 7800 výtisků a pomoci uspořádat výstavy jeho děl a podílet se na vydání publikací s jeho fotografiemi. O jeho kolekci se pak starala až do roku 1968, kdy jí prodala Newyorské galerii moderního umění.

## Zpátky v New Yorku
Vrátila se zpět do New Yorku v lednu roku 1929, když hledala vydavatele pro první Atgetovu knihu. Přestože měla plánováno zůstat pouze krátce, přeměna starého New Yorku na nový jí natolik učarovala, že se rozhodla vzdát se kariéry v Paříži a přestěhovat se zpět do New Yorku. Krátce po jejím návratu došlo ke krachu Newyorské burzy a Američané neměli dostatek peněz na to, aby si mohli za 50 dolarů kupovat fotografie. Její finanční situace se tak brzy stala kritickou. Na doporučení Bourke-Whitové dostala zakázku od magazínu Fortune fotografovat významné osobnosti obchodních společností. Finančně na tom však nebyla stále nejlépe, proto byla v roce 1932 nucena zrušit pronájem svého studia.
Přesto si získala i v New Yorku uznání a v listopadu roku 1930 měla výstavu fotografií v Harvardské společnosti pro moderní umění a roce 1932 v galerii Albright a v Brooklynském muzeu.
Studovala na New School for Social Research s Charlesem Leirensem, Erichem Hartmannem a Alexejem Brodovičem.

## Měnící se New York
Pracovala na svém projektu o New Yorku nezávisle šest let. První roky se jí nedařilo získat na tento projekt dotace, a proto ze začátku pracovala bez jakékoliv finanční podpory institucí či nadací. Peníze nejdříve získávala ze svých komerčních zakázek a v roce 1933 začala vyučovat fotografii v Greenwich Village. Až v roce 1935, když znovu požádala o dotace na svůj projekt, byla její aplikace přijata a Abbottová se stala vedoucí uměleckého projektu nazvaného Měnící se New York. Abbottová tak získala nejen finance, ale i pomocné asistenty, což jí umožnilo více se věnovat produkci a organizování výstav svých fotografií. Mezi její asistentky patřila také Lida Moser, která u ní v ateliéru v roce 1947 zahájila svou fotografickou kariéru.
Měnící se New York má tři sekce: Materiální aspekt, zachycující budovy a jednotlivé městské čtvrti; Životní prostředky, zachycující dopravní, komunikační a jiné prostředky;a Lidé a jak žijí, zachycující život na ulici, kulturu, vzdělávání, náboženství a znaky hospodářské krize. Několik výstav s fotografiemi New Yorku bylo uspořádáno již během projektu a to v letech 1934 a 1937.
Do roku 1939 nasnímala na 305 snímků. Všechny byly dány do úschovy Muzea města New York.

## Galerie

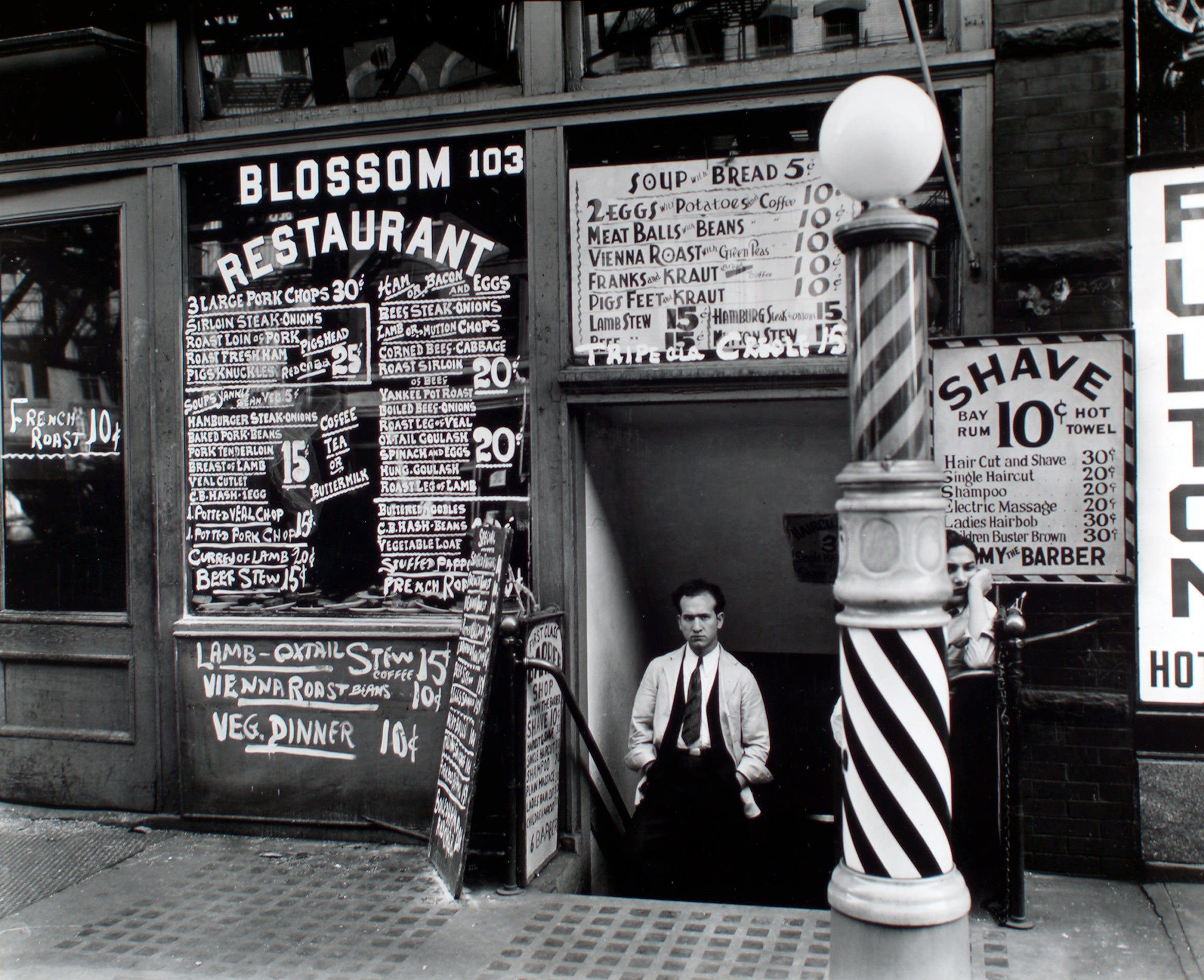
Manhattan, restaurace, 1935
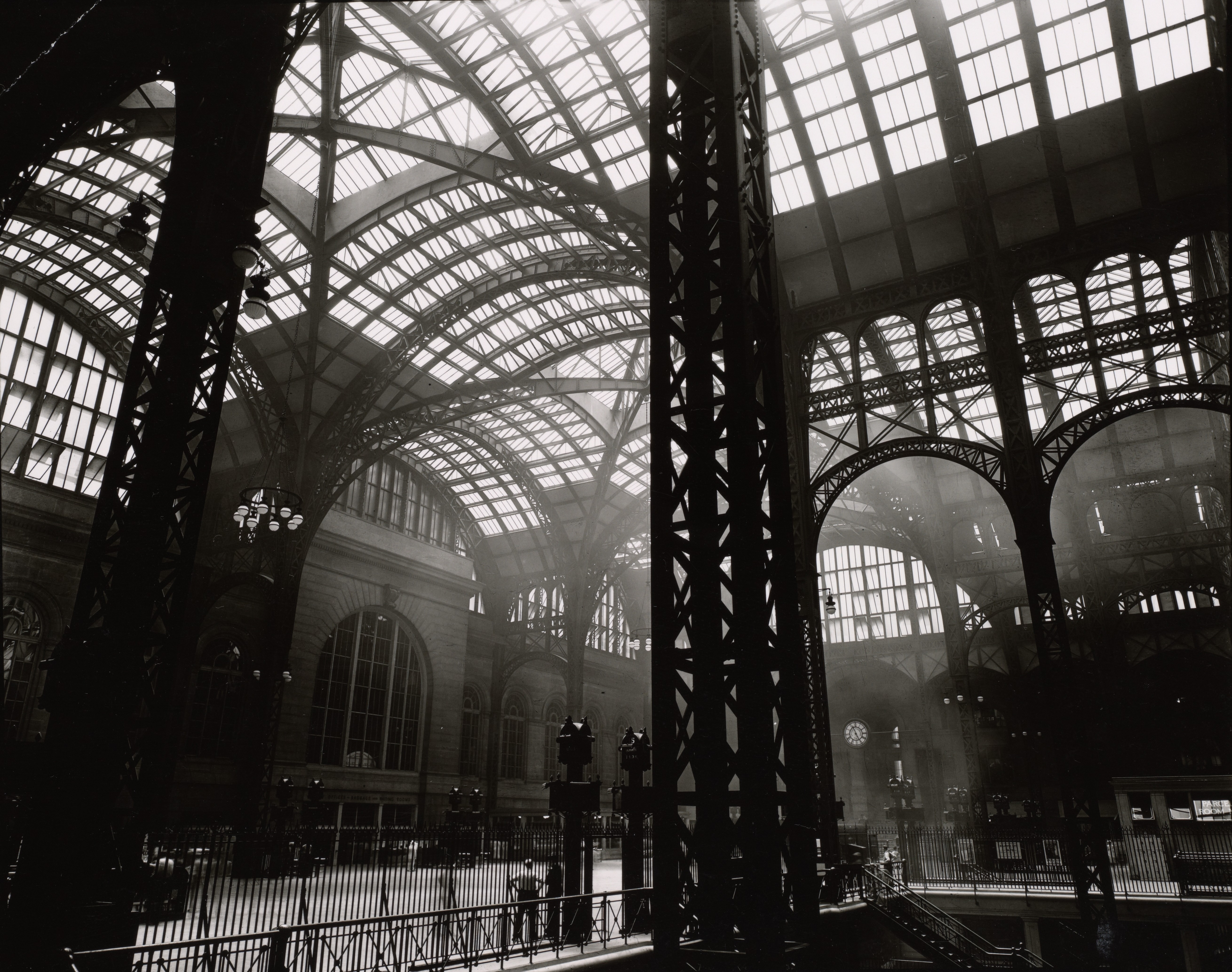
Pennsylvania Station
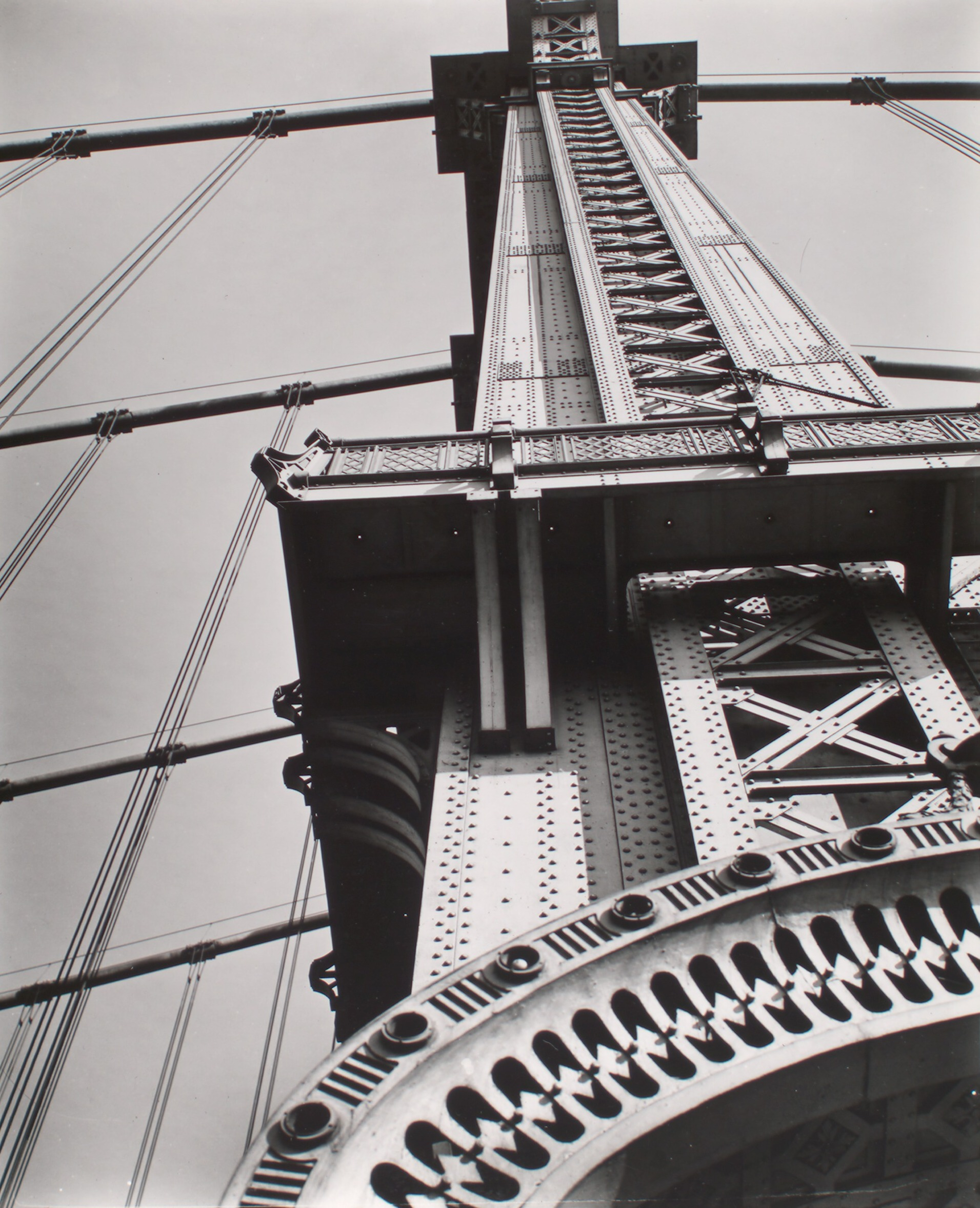
Manhattan Bridge, detail, 1936
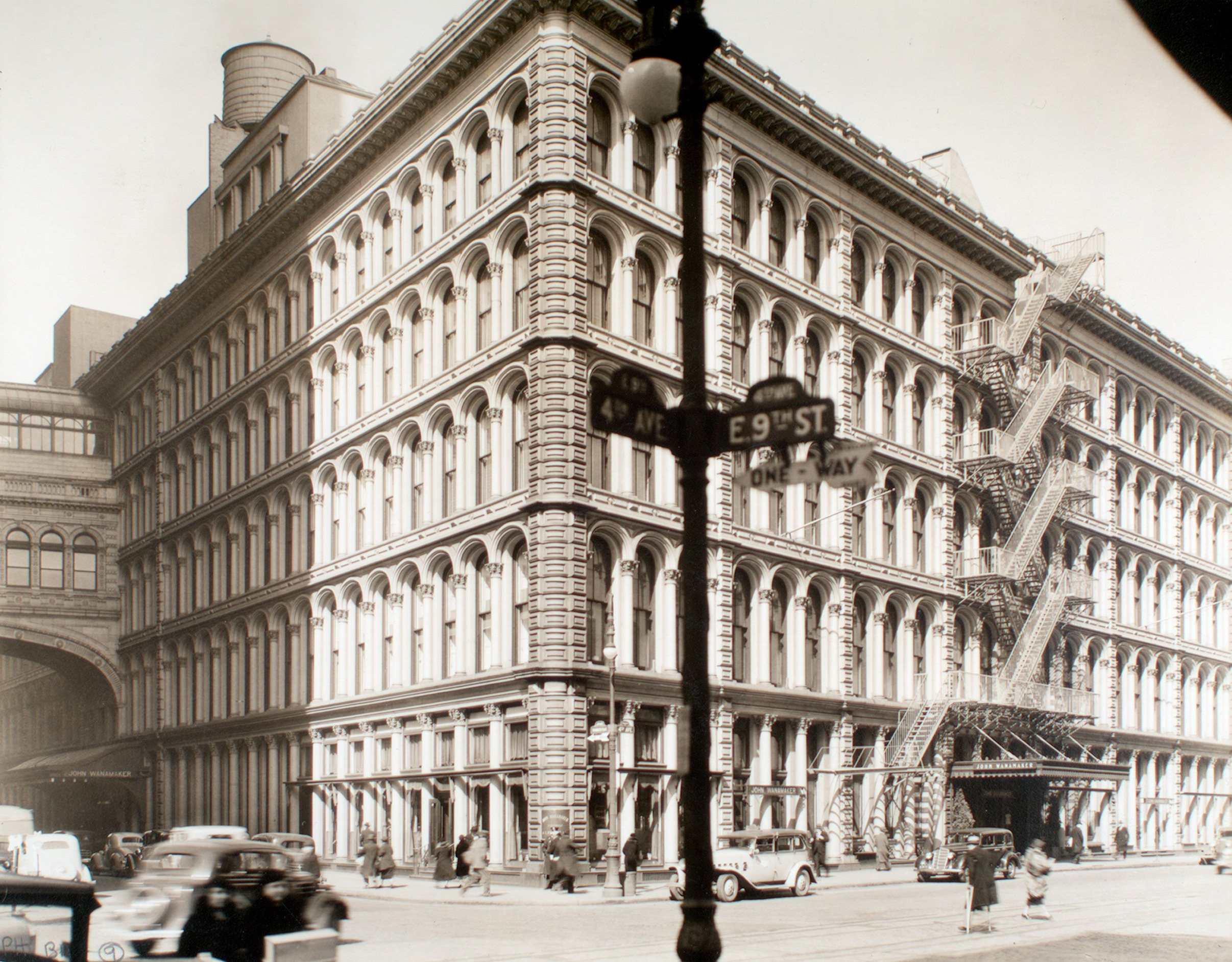
Fourth Avenue a 9th Street, Manhattan, 1936
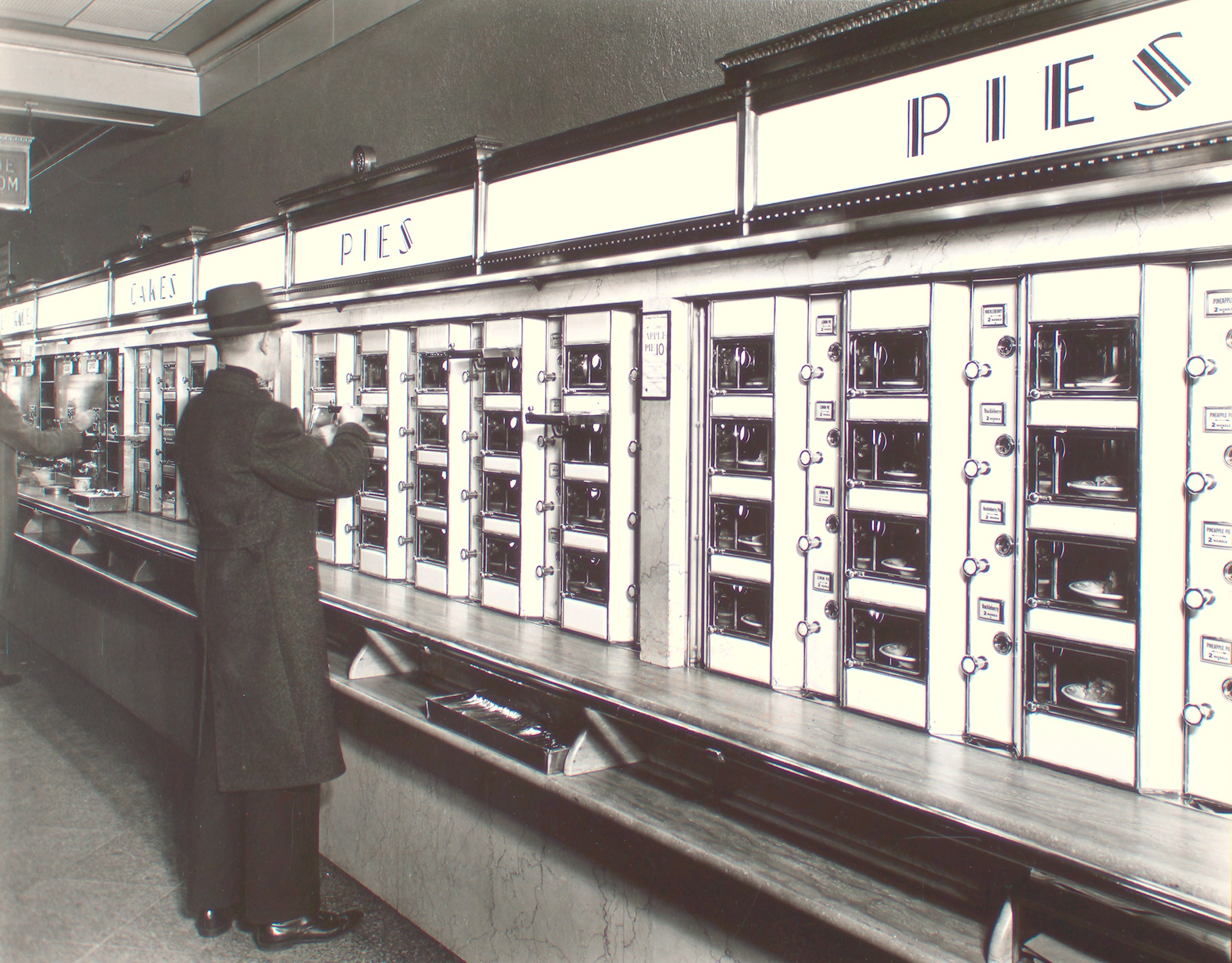
Automat, Manhattan (1936)
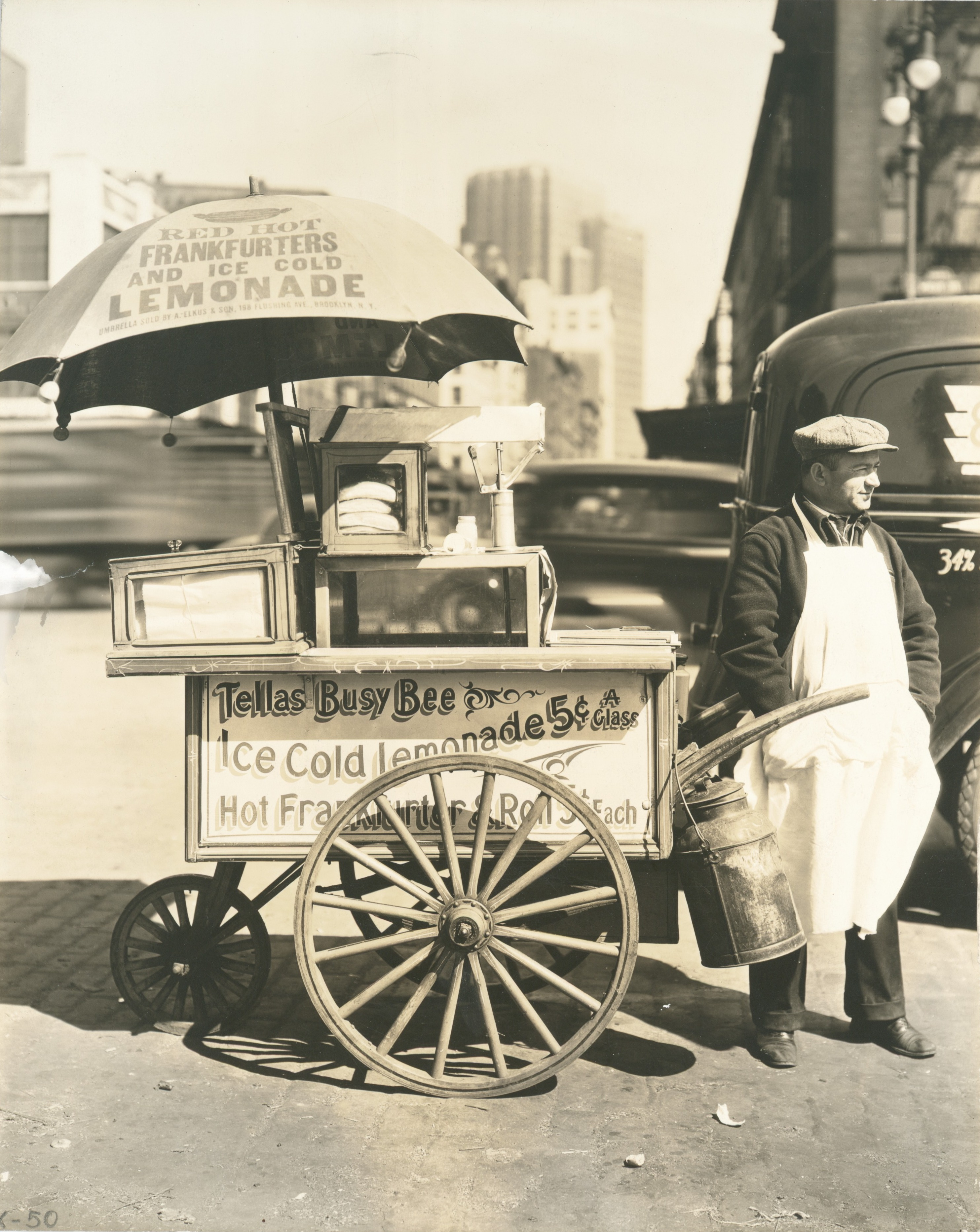
Prodavač hotdogů, Manhattan, 1936
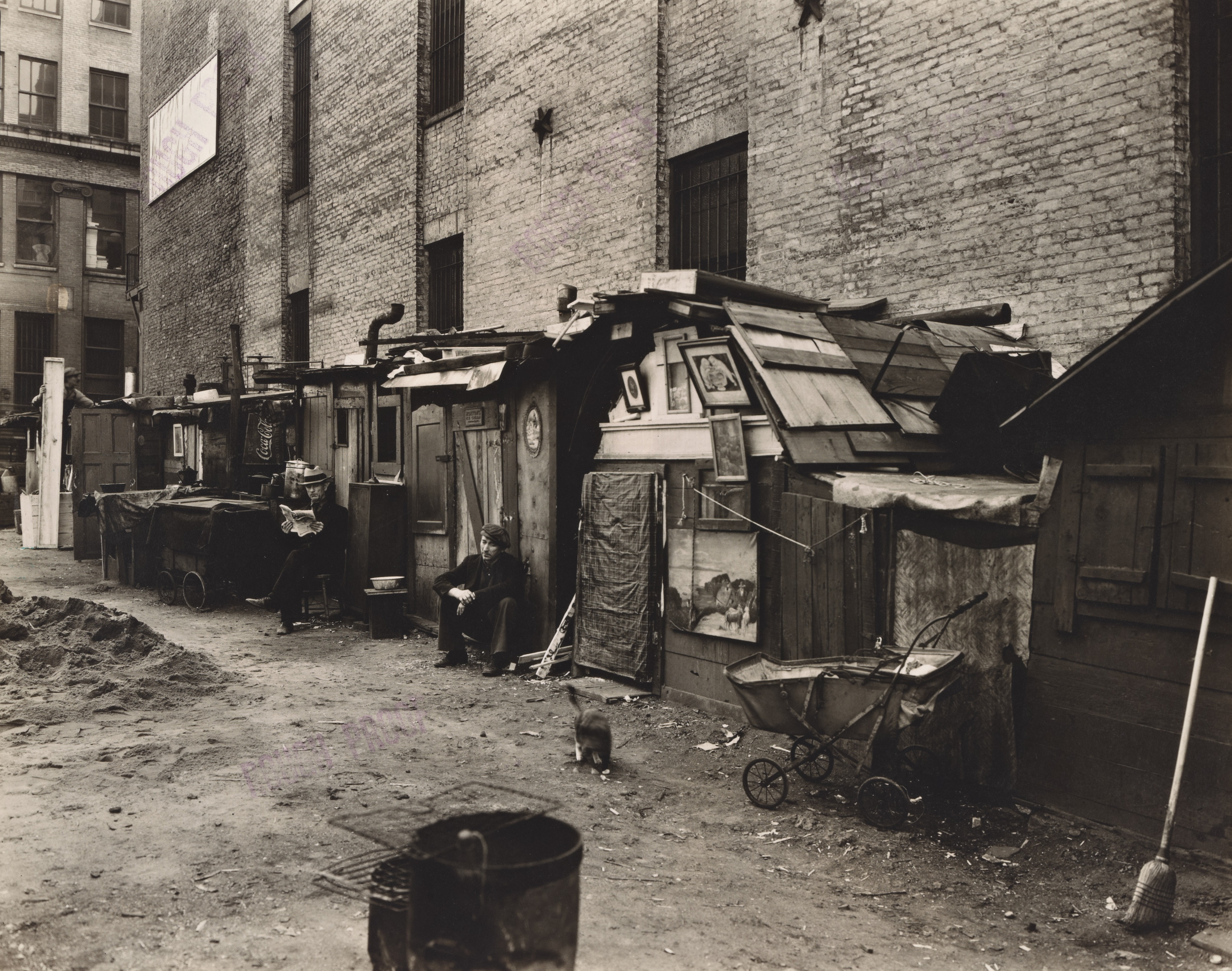
Huts and unemployed, West Houston and Mercer St., Manhattan
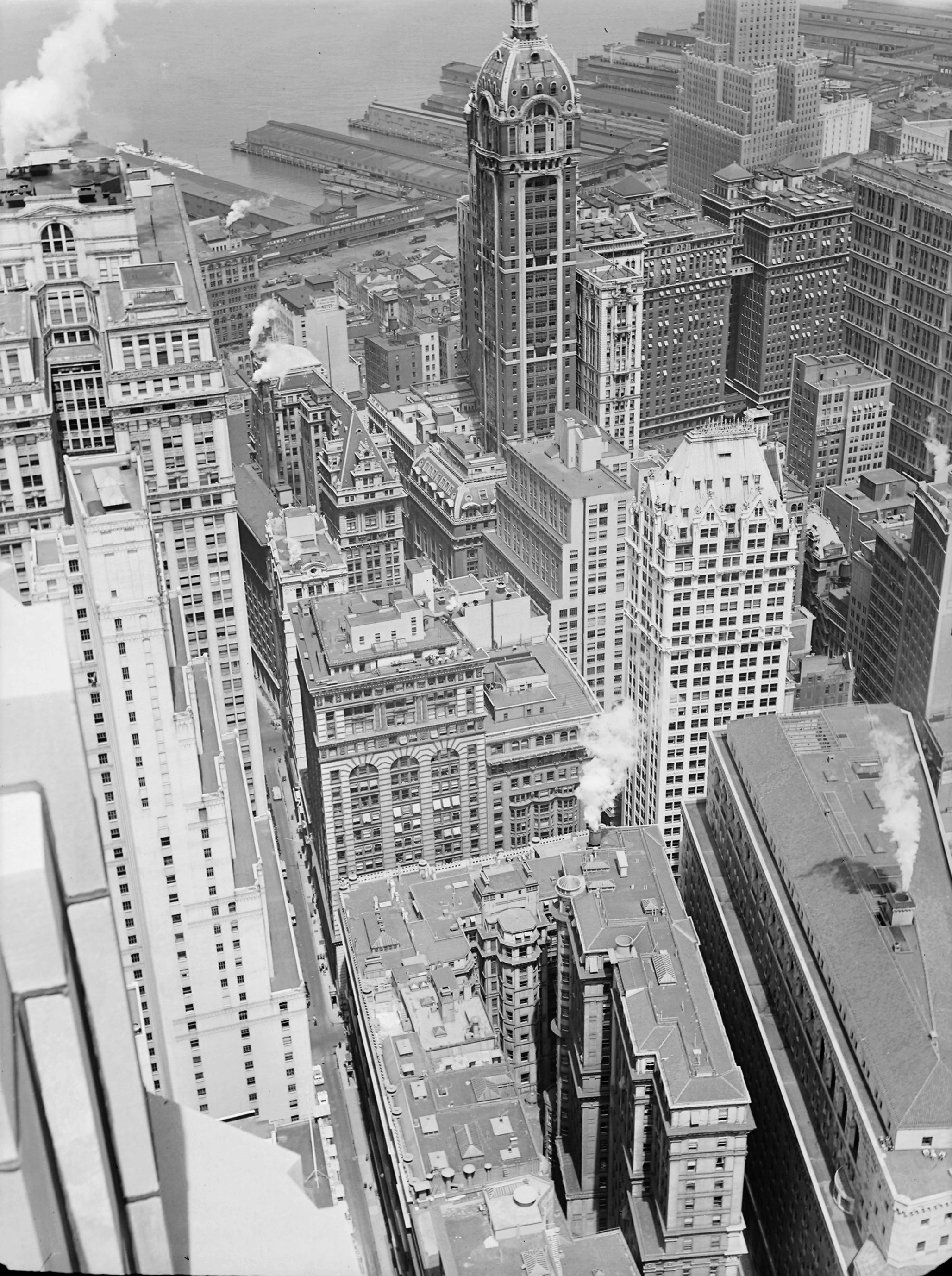
Financial district rooftops: III, Manhattan
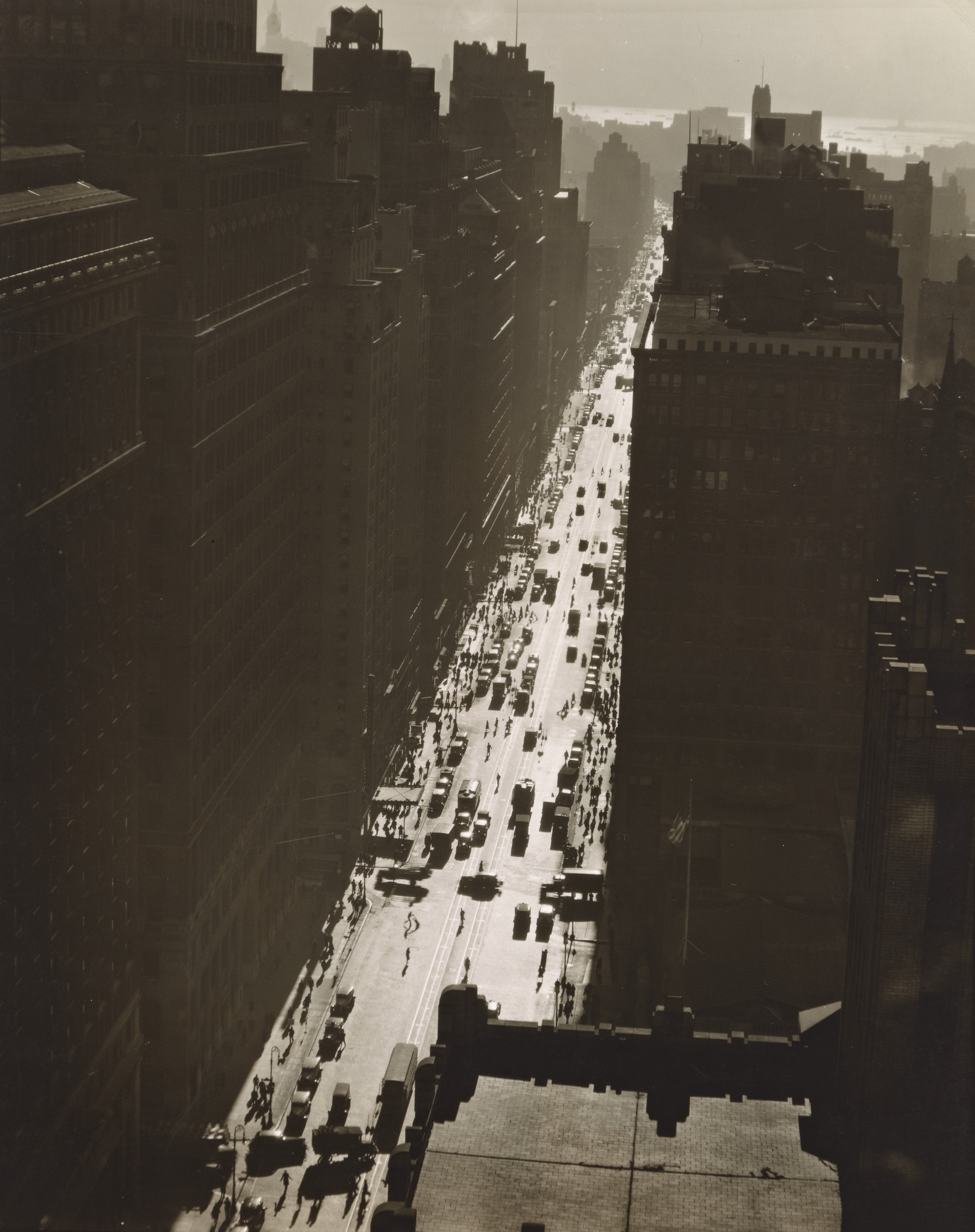
Seventh Avenue, Manhattan
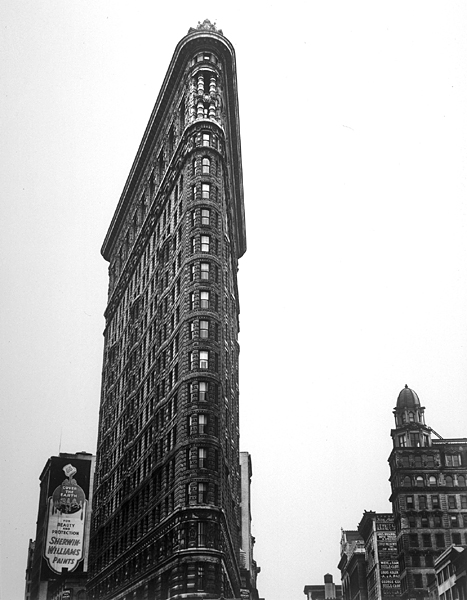
Flatiron Building
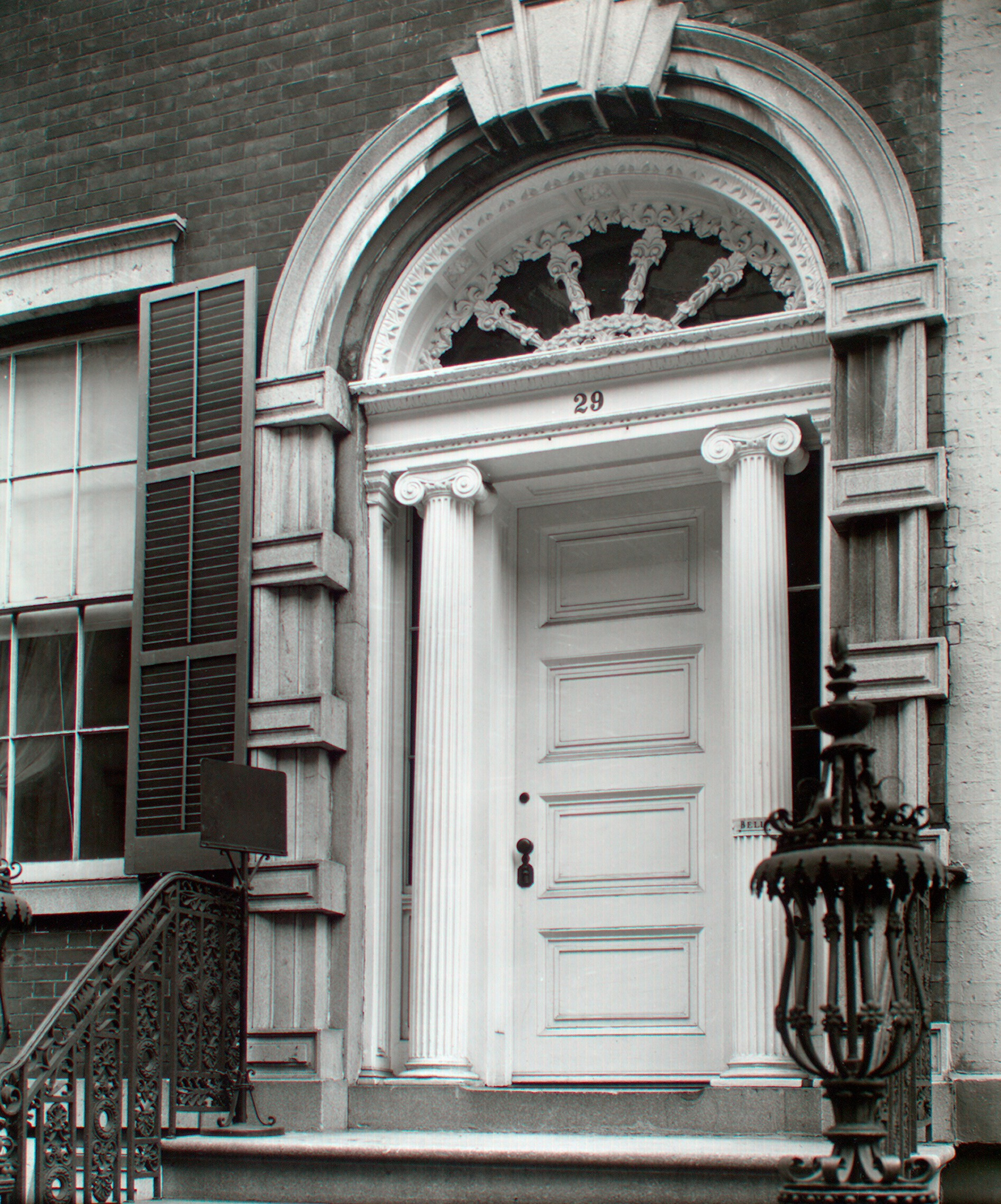
Doorway redwell House 29 East 4th Street, Manhattan, 1937
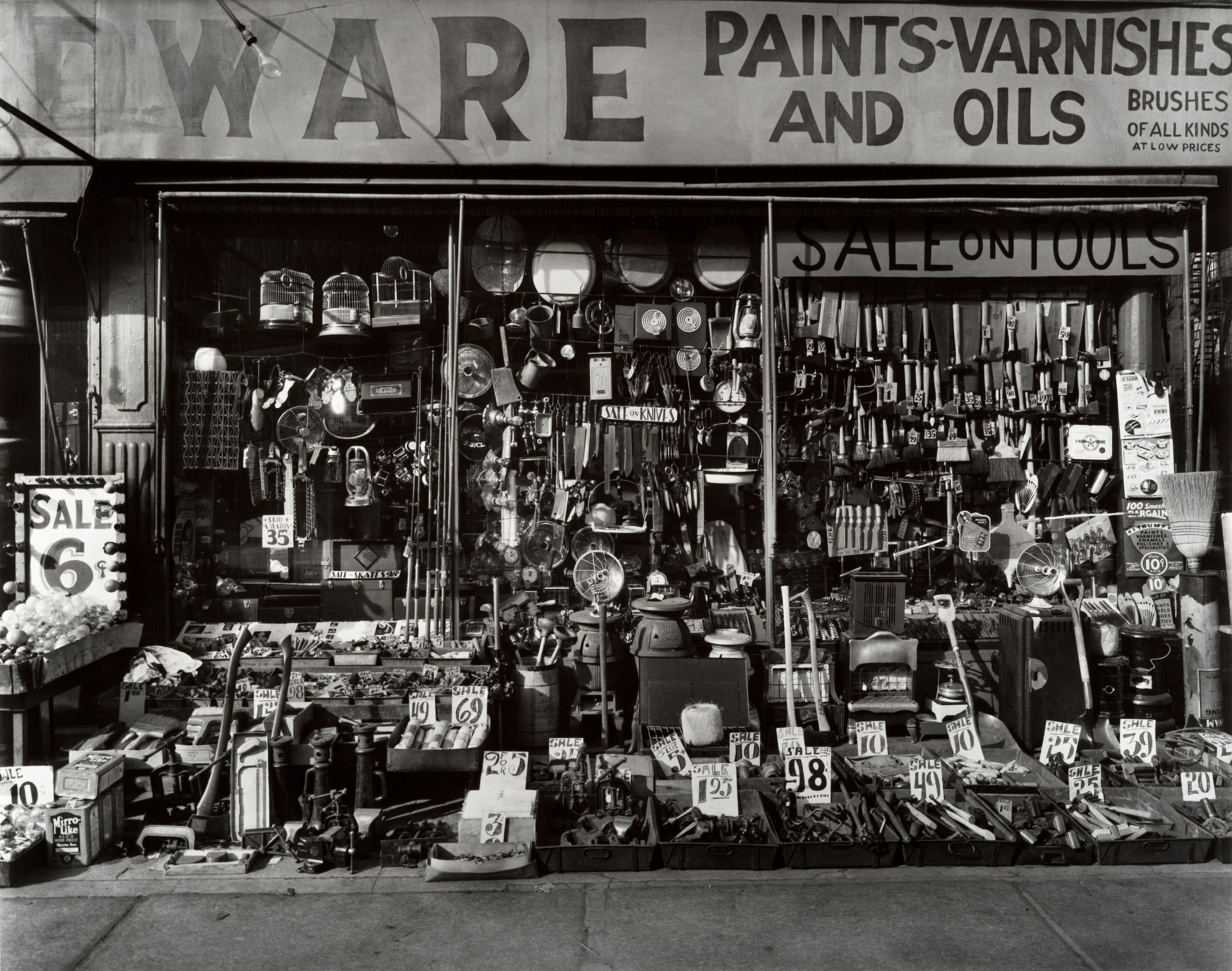
Obchod 316-318 Bowery at Bleeker Street, New York City, Manhattan, 1938

## Přístup k fotografování
Zaujala ji přímá fotografie, což je fotografický styl, který prosazuje realistickou fotografii bez jakékoliv manipulace nebo technického zkreslení.
Během celé své kariéry její fotografie zachycovaly vývoj v technologii a ve společnosti.

## Známé fotografie
- Under the El at the Battery, New York, 1936.
- Nightview, New York, 1932.
- James Joyce, 1928.

### Dílo
- Changing New York. New York: Dutton, 1939. With text by Elizabeth McCausland.
  - Reprint: New York in the Thirties, as Photographed by Berenice Abbott (New York: Dover, 1973).
  - Greatly augmented, annotated edition: Bonnie Yochelson, ed., Berenice Abbott: Changing New York (New York: New Press and the Museum of the City of New York, 1997; ISBN 1-56584-377-0).
- Greenwich Village: Yesterday and Today. New York: Harper, 1949. With text by Henry Wysham Lanier.
- A Portrait of Maine. New York: Macmillan, 1968. With text by Chenoweth Hall.